# Лејк Херитиџ (Пенсилванија)
Лејк Херитиџ (енгл. Lake Heritage) насељено је место без административног статуса у америчкој савезној држави Пенсилванија.

## Демографија
По попису из 2010. године број становника је 1.333, што је 197 (17,3%) становника више него 2000. године.
| Група             | 2000.         | 2010.         |
| Белци             | 1.085 (95,5%) | 1.256 (94,2%) |
| Афроамериканци    | 12 (1,1%)     | 12 (0,9%)     |
| Азијати           | 10 (0,9%)     | 16 (1,2%)     |
| Хиспаноамериканци | 23 (2,0%)     | 35 (2,6%)     |
| Укупно            | 1.136         | 1.333         |